# Benkel (Ottersberg)
Benkel ist ein Ort in der Einheitsgemeinde Flecken Ottersberg im niedersächsischen Landkreis Verden. 

## Geografie und Verkehrsanbindung
Der Ort liegt nordöstlich der Ottersberger Ortsteile Otterstedt und Narthauen an der Kreisstraße K 241. Westlich des Ortes verläuft die Landesstraße L 132, am südlichen Ortsrand fließt die Otterstedter Beeke.